# Liste der Naturschutzgebiete im Landkreis Konstanz
Im Landkreis Konstanz gibt es 68 Naturschutzgebiete. Für die Ausweisung von Naturschutzgebieten ist das Regierungspräsidium Freiburg zuständig. Nach der Schutzgebietsstatistik der Landesanstalt für Umwelt, Messungen und Naturschutz Baden-Württemberg (LUBW) stehen 3.694,1 Hektar der Landkreisfläche unter Naturschutz, das sind 4,52 Prozent.
| Name                                                      | Bild | Kennung               | Einzelheiten | Position | Fläche Hektar | Datum                          |
| --------------------------------------------------------- | ---- | --------------------- | --- | -------- | ------------- | ------------------------------ |
| Wollmatinger Ried-Untersee-Gnadensee                      |      | 3.004 WDPA: 6995      | Allensbach, Konstanz, Reichenau International bedeutsames Rastgebiet für Schwimmvögel, national bedeutsames Brut- und Überwinterungsgebiet für Feuchtgebietsvögel; bedeutsames Demonstrations- und Forschungsobjekt der Ökologie, der Zoologie und der Botanik; Schutz der Bodenseebuchten als für die Reinhaltung des Sees wichtige Flachwasserzonen. | ⊙        | 758,5         | 16. Dez. 1980                  |
| Halbinsel Mettnau                                         |      | 3.005 WDPA: 163495    | Radolfzell am Bodensee Landschaftsteil des Bodensees von besonderer Eigenart, Vielfalt und Schönheit; Brutgebiet zahlreicher Wasservögel, Fischlaichplatz; hervorragende Bedeutung für die wissenschaftliche Forschung und Lehre. | ⊙        | 137,7         | 27. Jan. 1984                  |
| Mindelsee                                                 |      | 3.007 WDPA: 7127      | Allensbach, Radolfzell am Bodensee Für Wasservögel international bedeutsames Feuchtgebiet, Lebensraum einer außergewöhnlichen Vielfalt bedrohter Pflanzen- und Tierarten; Demonstrations- und Forschungsobjekt für die Wissenschaft von hervorragender Eigenart und Schönheit; Schonwald. | ⊙        | 411,9         | 3. Sep. 1984                   |
| Mooswiese                                                 |      | 3.008 WDPA: 82185     | Konstanz Von Wald umgebenes Flachmoor in der Drumlin-Landschaft auf dem Bodanrück; verschiedene durch Torfstich entstandene Wassertümpel; ausgedehnte Bestände von Kopfbinsen; Vorkommen der Mehlprimel und des Frühlings-Enzians. | ⊙        | 20,5          | 7. Nov. 1938                   |
| Buchenseen (Güttinger Seen)                               |      | 3.015 WDPA: 81480     | Radolfzell am Bodensee Zwei Seen einer Restseenkette in der Drumlin-Landschaft nordwestlich des Bodensees; offenes Wasser mit Seerosen-Beständen; gut ausgebildete Verlandungszonierung mit allmählichem Übergang zum Schwingrasengürtel; Zwischenmoor-Gesellschaften; ausgestorbene glaziale Moorpflanzen durch Pollenanalyse nachgewiesen. | ⊙        | 11,1          | 2. März 1939                   |
| Durchenbergried                                           |      | 3.017 WDPA: 81567     | Radolfzell am Bodensee Kleines Moor am Ostrand der Moräne des Durchenberges in der Drumlinlandschaft; aus einer wassergefüllten Senke hervorgegangen; Restsee völlig verlandet; randlich Erlenbruchwald; Übergänge vom Großseggenried zum Zwischenmoor mit Hochmooranflug. | ⊙        | 2,9           | 3. Apr. 1939                   |
| Hohenstoffeln                                             |      | 3.037 WDPA: 81912     | Hilzingen Die doppelgipfelige Basaltgruppe hatte früher drei Gipfel. Nordgipfel durch Steinbruchbetrieb abgetragen. Da die landschaftsästhetische und landeskulturelle Bedeutung durch fortschreitenden Basaltabbau gefährdet war, wurde der Doppelgipfel mit den Burgruinen 1941 unter Schutz gestellt. Auf Felsen und Schutthalden artenreiche, wärmeliebende Pflanzengesellschaften; auf lockeren Tuffböden sowie am Fuß von Felswänden und Geröllhalden Halbtrockenrasen mit eindringendem Schlehen-Hartriegel-Liguster-Gebüsch. Großflächig auch bestockt mit Buche, Linde, Ahorn und Esche; artenreiche Krautschicht mit großer Bedeutung für den Landschafts- und Naturschutz. | ⊙        | 52,1          | 9. Juni 1941                   |
| Stehlwiesen                                               |      | 3.039 WDPA: 82623     | Gaienhofen Kalkreiche Flachmoorwiesen am Bodenseeufer. | ⊙        | 9,5           | 2. Juli 1941                   |
| Schoren                                                   |      | 3.040 WDPA: 82553     | Engen Langgestreckter, bewaldeter Höhenrücken im Hegau auf Weißjura-Kalkscholle mit Glazialkies-Decke; orchideenreicher Buchenwald am steilen Südhang, in Geißklee-Kiefern-Wald übergehend; stellenweise Trockenrasen mit interessanter Flora. | ⊙        | 63,4          | 31. Jan. 1942                  |
| Bodenseeufer (Gmk. Öhningen)                              |      | 3.058 WDPA: 162481    | Öhningen Vornehmlich landwirtschaftlich genutzte Teilgebiete als Reste des noch unbebauten Ufers des Bodensees; Uferstreifen von durchschnittlich 400 m Breite; am Wasser Schilfröhricht, Großseggenriede, artenreiche Pfeifengraswiesen mit Übergängen zu Kopfbinsenrieden. | ⊙        | 106,4         | 19. Jan. 1961                  |
| Tiefenried                                                | BW   | 3.064 WDPA: 82713     | Tengen Kalkflachmoor im Bereich der Juranagelfluh des Miozän; an Quellaustritten Kalktuffbildung; an trockenen Stellen Halbtrockenrasen, z. T. zum bodensauren Borstgrasrasen überleitend. | ⊙        | 6,4           | 13. Apr. 1962                  |
| Winterried                                                |      | 3.065 WDPA: 319343    | Allensbach Ein aus glazialem See hervorgegangenes Verlandungsmoor zwischen bewaldeten Drumlins südlich des Mindelsees; interessante Flora. | ⊙        | 4,3           | 1. Aug. 1962                   |
| Moor am Oberbühlhof                                       | BW   | 3.079 WDPA: 82174     | Öhningen Verlandeter See auf dem Schienerberg mit Großseggenrieden, Flachmoor- und Zwischenmoorgesellschaften; Entwicklung zum Birkenbruch. | ⊙        | 1,8           | 17. Nov. 1970                  |
| Radolfzeller Aachried                                     |      | 3.088 WDPA: 82360     | Moos (am Bodensee), Radolfzell am Bodensee, Singen (Hohentwiel) Kaum berührte Riedlandschaft im Bereich der Einmündung der Radolfzeller Aach in den Bodensee; ausgedehnte artenreiche Pfeifengraswiesen mit floristischen Seltenheiten; reiche Vogelwelt. | ⊙        | 276,2         | 9. Dez. 1990                   |
| Bruckried                                                 |      | 3.098 WDPA: 81469     | Mühlhausen-Ehingen Ein durch Torfabbau zerstörtes Moorgebiet, welches durch Regeneration derzeit ein sehr differenziertes Vegetationsmosaik aufweist. Ausbildung einer Vielzahl von Kalkflachmoor-Gesellschaften. Als Feuchtgebiet auch von ornithologischer Bedeutung. | ⊙        | 18,7          | 3. Jan. 1978                   |
| Graues Ried                                               | BW   | 3.099 WDPA: 81752     | Gaienhofen, Moos (am Bodensee) Flachmoorsenke am Nordrand des Schiener Berges mit floristisch reichem Mehlprimel-Kopfbinsen-Bestand. | ⊙        | 12,2          | 24. Apr. 1978                  |
| Nägelried                                                 |      | 3.100 WDPA: 82203     | Allensbach Ein für das Bodenseegebiet typisches kleines Ried mit offener Wasserfläche in typischer Zonierung angeordneten Verlandungsgesellschaften, von der Seerosen-Gesellschaft der offenen Wasserfläche über den Röhrichtgürtel zum Großseggenried; reiche Vogelwelt. | ⊙        | 4,5           | 1. Juni 1978                   |
| Hardtseen                                                 |      | 3.101 WDPA: 81829     | Gottmadingen Die letzten noch erhaltenen größeren Moränenseen des westlichen Hegau mit reicher Vogelwelt. | ⊙        | 8,0           | 5. Juni 1978                   |
| Weitenried                                                |      | 3.102 WDPA: 82889     | Singen (Hohentwiel), Steißlingen, Volkertshausen Weites und großflächiges Wiesengebiet, besonders als Brut- und Mauserbiotop für die Vogelwelt von besonderer Bedeutung. | ⊙        | 218,1         | 7. Juni 1978                   |
| Hausener Aachried                                         |      | 3.105 WDPA: 81838     | Singen (Hohentwiel) Lebensraum zahlreicher seltener Pflanzen- und Tierarten, insbesondere Vogelarten; Landschaft von besonderer Eigenart und Schönheit. | ⊙        | 48,3          | 29. März 1979                  |
| Bohlinger Aachried                                        | BW   | 3.112 WDPA: 81435     | Singen (Hohentwiel) Die Kulturlandschaft der Aachniederung bereicherndes Feuchtgebiet als Lebensraum für zahlreiche, zum Teil vom Aussterben bedrohte Pflanzen- und Tierarten. | ⊙        | 21,6          | 10. Nov. 1981                  |
| Schanderied                                               |      | 3.117 WDPA: 82508     | Stockach, Bodman-Ludwigshafen Naturhafte Riedlandschaft; Lebensraum zahlreicher, z. T. vom Aussterben bedrohter Pflanzen- und Tierarten. | ⊙        | 45,6          | 17. Nov. 1981                  |
| Litzelsee                                                 |      | 3.118 WDPA: 82105     | Radolfzell am Bodensee, Steißlingen Litzelsee und seine Umgebung; erdgeschichtlich bedeutende, eiszeitlich geprägte Landschaft mit Toteislöchern, Terrassenbildungen und Endmoränenwall sowie die Wasserfläche mit Ufer- und Verlandungszone; Lebensraum einer für Feuchtgebiete typischen, z. T. vom Aussterben bedrohten Flora und Fauna. | ⊙        | 54,9          | 23. Nov. 1981                  |
| Bodenseeufer auf Gemarkung Markelfingen                   |      | 3.120 WDPA: 162483    | Radolfzell am Bodensee Bodenseeufer als Lebensraum zahlreicher Pflanzen und Tiere, insbesondere der Vogelarten. | ⊙        | 26,0          | 10. Sep. 1982 bis 9. Aug. 2023 |
| Hohenhewen                                                |      | 3.123 WDPA: 81910     | Engen Einer der markanten Vulkanberge des Hegau als erdgeschichtliches Dokument von besonderer Vielfalt, Eigenart und Schönheit. | ⊙        | 39,1          | 4. Okt. 1982                   |
| Hohenkrähen                                               |      | 3.127 WDPA: 81911     | Hilzingen Erdgeschichtliches Dokument der Vulkanlandschaft des Hegau, von besonderer Eigenart und Schönheit; Lebensraum seltener, vom Aussterben bedrohter Pflanzenarten und -gesellschaften. | ⊙        | 12,5          | 24. Juni 1983                  |
| Heudorfer Ried                                            |      | 3.131 WDPA: 163668    | Eigeltingen Einziges größeres Feuchtgebiet im östlichen Hegau als Lebensraum zahlreicher seltener, z. T. vom Aussterben bedrohter Tier- und Pflanzenarten. | ⊙        | 21,8          | 30. Dez. 1983                  |
| Bodenseeufer (Bodman-Ludwigshafen)                        |      | 3.132 WDPA: 162480    | Bodman-Ludwigshafen Flussniederung der Stockacher Aach und Bodenseeufer mit vorgelagerter Flachwasserzone als Lebensraum zahlreicher zum Teil vom Aussterben bedrohter Pflanzen- und Tierarten. | ⊙        | 123,3         | 27. Jan. 1984                  |
| Schönebühl                                                | BW   | 3.134 WDPA: 165459    | Tengen Lichter Fiederzwenken - Kiefernbestand auf stark degradierten Böden mit einer Vielzahl von seltenen Tier- und Pflanzenarten. | ⊙        | 5,7           | 5. Juni 1984                   |
| Bussenried                                                |      | 3.135 WDPA: 318274    | Allensbach Das letzte noch intakte Zwischenmoor im Bodanrück; Lebensraum seltener, z. T. vom Aussterben bedrohter Pflanzen- und Tierarten. | ⊙        | 10,6          | 27. Juni 1984                  |
| Ober Öschle                                               |      | 3.136 WDPA: 164855    | Radolfzell am Bodensee Vom Menschen geprägte Trockenhänge; Lebensraum seltener und gefährdeter Tier- und Pflanzenarten und Lebensgemeinschaften | ⊙        | 6,9           | 20. Sep. 1984                  |
| Biezental-Kirnerberg                                      |      | 3.137 WDPA: 162413    | Engen Reliktstandort mit vielgestaltigem Mosaik wärmeliebender Pflanzengesellschaften und vielen seltenen und geschützten Tier- und Pflanzenarten. | ⊙        | 17,6          | 20. Sep. 1984                  |
| Mägdeberg                                                 |      | 3.139 WDPA: 164535    | Mühlhausen-Ehingen Exponierter Phonolithberg als Zeuge des tertiären Hegauvulkanismus; Lebensraum für eine Vielzahl seltener Pflanzen und Pflanzengesellschaften. | ⊙        | 8,9           | 19. Okt. 1984                  |
| Ehinger Ried                                              |      | 3.143 WDPA: 162873    | Mühlhausen-Ehingen Durch Flurbereinigung aufgewertetes Feuchtgebiet; Lebensraum für eine Vielzahl seltener und gefährdeter Tier- und Pflanzengemeinschaften und Forschungs- und Demonstrationsobjekt für die Wissenschaft. | ⊙        | 21,0          | 29. Apr. 1985                  |
| Gras-Seen                                                 | BW   | 3.144 WDPA: 163303    | Gottmadingen Zwei ehemalige Toteislöcher, heute verlandete Seen mit Eichen-Eschen-Bruchwald, Großseggen- und Röhrichtbeständen. | ⊙        | 16,7          | 29. Apr. 1985                  |
| Dohlen im Wald                                            |      | 3.147 WDPA: 162767    | Mühlhausen-Ehingen Toteislöcher mit Flach- und Übergangsmoorbildungen und durch Kiesabbau entstandene Lebensräume mit typischen, vom Rückgang oder Aussterben bedrohten Pflanzen- und Tierlebensgemeinschaften | ⊙        | 14,9          | 6. Sep. 1985                   |
| Langensteiner Durchbruchstal                              |      | 3.154 WDPA: 164362    | Eigeltingen, Orsingen-Nenzingen Für den Landkreis Konstanz einzigartiges geologisches und geomorphologisches Dokument. Durchbruchstälchen von glazialmorphologischen Vorgängen geprägt, mit seltenen Pflanzengesellschaften | ⊙        | 43,2          | 19. Dez. 1991                  |
| Bündtlisried                                              |      | 3.155 WDPA: 162636    | Allensbach Typisches, z. T. noch intaktes Verlandungsmoor, Mosaik von Kleinbiotopen, die auf verschiedene Standortfaktoren und menschliche Eingriffe zurückzuführen sind, bieten einer Vielzahl von Pflanzengesellschaften und charakteristischer Tierwelt Lebensraum; große Anzahl gefährdeter Pflanzen- und Tierarten. | ⊙        | 15,0          | 20. Feb. 1986                  |
| Waltere Moor                                              |      | 3.157 WDPA: 166166    | Hohenfels (bei Stockach) Moorlandschaft an der klimatisch bedingten nordwestlichen Grenze oberschwäbischer Hochmoorvorkommen; große Biotopvielfalt: Hoch- und Übergangsmoorflächen mit Moorwäldern und Bruchwaldgebüsch, Nass-, Feucht- und Magerwiesen; zahlreiche seltene, z. T. vom Aussterben bedrohte Tier- und Pflanzenarten. | ⊙        | 72,5          | 19. Mai 2006                   |
| Dingelsdorfer Ried                                        |      | 3.164 WDPA: 162758    | Konstanz Das größte noch zusammenhängende Riedgebiet des unteren Bodanrücks; durch die verschiedenen Standortfaktoren und menschliche Eingriffe konnte sich ein reichhaltiges Mosaik von Biotopen ausbilden mit einer Vielzahl von Pflanzengesellschaften und charakteristischer Tierwelt. | ⊙        | 25,4          | 8. Sep. 1988                   |
| Hagstaffelweiher                                          |      | 3.165 WDPA: 163476    | Konstanz Verlandender mesotropher See mit naturnaher, gut zonierter Vegetation bis hin zu den trockenen Hängen der Drumlins; wichtiges Brut-, Rast- und Nahrungsgebiet vieler Vögel; durch seine Unzugänglichkeit bildet der Hagstaffelweiher einen unersetzlichen Rückzugsraum für seltene und gefährdete Pflanzen und Tiere. | ⊙        | 7,6           | 14. Sep. 1988                  |
| Bussensee                                                 | BW   | 3.166 WDPA: 162661    | Konstanz Reich strukturiertes Feuchtgebiet; durch verschiedenartige Standortfaktoren und menschliche Eingriffe hat sich ein äußerst reich gegliedertes Mosaik von Biotopen mit einer Vielzahl von Pflanzengesellschaften und charakteristischer Tierwelt ausgebildet. | ⊙        | 13,8          | 8. Dez. 1988                   |
| Nördliches Mainauried                                     |      | 3.168 WDPA: 164842    | Konstanz Reich strukturiertes Feuchtgebiet mit einer Vielzahl von Pflanzengesellschaften der Kalkflachmoore. | ⊙        | 11,7          | 3. Feb. 1989                   |
| Fischerweihermoor                                         |      | 3.173 WDPA: 163105    | Allensbach Reich strukturiertes Feuchtgebiet mit drei Restflächen eines ehemals ausgedehnten Moorkomplexes; Niedermoor- und Streuwiesenkomplexe und Zwischenmoor. | ⊙        | 53,9          | 12. Juli 1990                  |
| Bodenseeufer-Untere Güll                                  |      | 3.179 WDPA: 162482    | Konstanz Uferlandschaft und Teil des Bodensees als landesweit bedeutsames Rast-, Brut- und Überwinterungsgebiet für Wasservögel. | ⊙        | 48,6          | 19. Apr. 1991                  |
| Hangried Schrännen                                        | BW   | 3.181 WDPA: 163525    | Öhningen Durch unterschiedliche Bewirtschaftung - reich strukturiertes Mosaik verschiedener Vegetationseinheiten - Quellsumpf mit Streuwiese, Gebüschzone, extensiv beweidete Quellflur, Kopfbinsenmoor und Halbtrockenrasen. | ⊙        | 12,9          | 5. Sep. 1991                   |
| Segete                                                    |      | 3.182 WDPA: 165547    | Gaienhofen Verlandungsmoor, eines der wenigen Zwischenmoore des westlichen Bodenseegebietes (NR: Bodenseebecken). | ⊙        | 7,0           | 14. Nov. 1991                  |
| Mühlhaldenweiher                                          |      | 3.185 WDPA: 164725    | Konstanz Noch halbwegs intaktes Feuchtgebiet auch als Bindeglied zwischen den Mooren des unteren und mittleren Bodanrücks von Bedeutung. | ⊙        | 18,6          | 17. Dez. 1991                  |
| Binninger Ried                                            |      | 3.188 WDPA: 162423    | Engen, Hilzingen Kulturlandschaft des Westhegaus; Mosaik feuchtgebietstypischer Vegetationseinheiten wie Feuchtwiesen und weiden, Hochstaudengesellschaften, Röhrichte und Laubwälder; Lebensraum stark gefährdeter Pflanzen und Tierarten; extensiv genutzte Magerwiesen als Lebensraum für bedrohte Vogelarten, insbesondere Wiesenbrüter | ⊙        | 71,5          | 21. Dez. 1992                  |
| Ziegeleiweiher Rickelshausen                              |      | 3.191 WDPA: 166411    | Radolfzell am Bodensee, Singen (Hohentwiel) Wasserflächen mit Röhrichten, Pfeifengraswiesen, Binsenriede, Seggenriede, feuchte Wirtschaftswiesen und Stieleichen-Hainbuchenwald in enger Verzahnung mit dem Feuchtgebiet; standorttypische Laubwaldgesellschaft. | ⊙        | 19,0          | 25. Jan. 1993                  |
| Sauldorfer Baggerseen                                     |      | 3.198 WDPA: 165336    | Mühlingen Ehemalige Kiesabbaufläche und angrenzende, ökologisch mit den Seen vernetzte Talauenbereiche als Brut-, Rast- und Nahrungsbiotop für zahlreiche gefährdete Vogelarten, aber auch für Amphibien, Wasserinsekten und Kleinfische; das Gebiet soll durch Beruhigung und Pflegemaßnahmen optimiert werden. | ⊙        | 22,7          | 22. Dez. 1993                  |
| Kattenhorner Bühl                                         | BW   | 3.222 WDPA: 164039    | Öhningen Reich strukturierter, südexponierter Molassehang am Schienerberg, von besonderer Eigenart und Schönheit; sehr vielfältige Lebensgemeinschaften aus Magerwiesen, Halbtrockenrasen, Streuobstbeständen, Säumen, Niedermooren, Heckenzügen und Laubwäldern, alle extensiv genutzt; Lebensraum vieler gefährdeter, z. T. wärmeliebender Tier- und Pflanzenarten. | ⊙        | 32,4          | 24. Mai 1996                   |
| Radolfzeller Aachmündung                                  |      | 3.229 WDPA: 165083    | Moos (am Bodensee), Radolfzell am Bodensee Unbebaute Bodenseeuferzone mit ihrer charakteristischen Vegetation. Die Flachwasserzone wird vor allem von Laichkrautgesellschaften eingenommen. Dem Ufer entlang zieht sich ein breiter Gürtel aus dichtem Schilfröhricht, in dem zwei Teiche liegen. Links und rechts der Aach dringt dieses Schilfröhricht bis zur Straße ins Hinterland vor. Nördlich der Ortschaft Moos erstreckt sich ein Streuwiesenbereich. Das Schutzgebiet ist Lebensraum für eine Vielzahl von Tierarten, vor allem Wasservögel. | ⊙        | 68,7          | 31. Okt. 1996                  |
| Hornspitze auf der Höri                                   |      | 3.235 WDPA: 81941     | Gaienhofen Teile der Höri am Untersee mit Schnegglisanden, Schilfröhricht, Großseggenried, Pfeifengraswiesen und Kopfbinsenried. Stellenweise Weidengebüsch und baumförmige Silberweiden. In flachen, durch dünenartige Wälle vom offenen Wasser abgetrennten Lagungen Laichkraut; Brutgebiet zahlreicher Wasservögel. | ⊙        | 190,0         | 18. Nov. 1958                  |
| Bühler Moos                                               | BW   | 3.238 WDPA: 162633    | Öhningen Südexponierter Hangbereich des Schienerberges mit schützenswerten Moor- und Grünlandgesellschaften wie Magerrasen, Hangquellmooren, Extensivweiden und Wiesen sowie Gebüschen und kleinen Waldgebieten. Lebensraum seltener, z. T. stark gefährdeter Tier- und Pflanzenarten; vielfältiger Natur- und Kulturraum von besonderer Eigenart und Schönheit. | ⊙        | 24,4          | 23. Okt. 1997                  |
| Obere Güll                                                |      | 3.248 WDPA: 318873    | Konstanz Uferlandschaft des Bodensees mit naturnaher Vegetationszonierung aus Wasserpflanzengesellschaften, Schilfröhricht und Auenwald als Lebensraum gefährdeter Tier- und Pflanzenarten. Ausgedehnte Flachwasserzone in der Bucht als landesweit bedeutsames Brut-, Rast- und Überwinterungsgebiet für zahlreiche, zum Teil vom Aussterben bedrohte Wasservogelarten. | ⊙        | 45,4          | 1. Juli 1998                   |
| Hohentwiel                                                |      | 3.268 WDPA: 163748    | Hilzingen, Singen (Hohentwiel) Vielfältiger Naturraum von besonderer Eigenart und Schönheit und Bereich ungewöhnlich vielfältiger Lebensgemeinschaften wie Kalk-Pionierrasen, Kalkschutthalden, Kalk-Magerrasen, Schlucht- und Hangmischwälder (prioritärer Lebensraumtyp), natürliche und naturnahen Kalkfelsen und ihre Felsspaltenvegetation, sowie Arten der Vogelschutzrichtlinie. Gebiet ist Teil des Europäischen ökologischen Netzes "Natura 2000". | ⊙        | 137,9         | 29. März 2004                  |
| Gailinger Berg-Bölderen                                   | BW   | 3.269 WDPA: 329384    | Gailingen am Hochrhein Reich gegliederte, schützenswerte Hangabschnitte am Hochrhein, zu denen insbesondere Feuchtgebiete, Quellaustritte, Kalkmagerrasen, Magerwiesen, Säume, Streuobstwiesen, naturnahe Gebüsche und Laubwälder gehören, und die als Lebensraum zahlreicher teils seltener und vom Aussterben bedrohter Tier- und Pflanzenarten dienen. Gebiet ist Teil des Europäischen ökologischen Netzes "Natura 2000". | ⊙        | 52,0          | 8. Juli 2004                   |
| Schwackenreuter Baggerseen-Rübelisbach                    |      | 3.273 WDPA: 378361    | Mühlingen, Hohenfels (bei Stockach) Baggerseen, Fließgewässer und angrenzender Talraum mit dominierender Grünlandnutzung und Flachmooren; Brut-, Rast- und Nahrungsgebiet vielfältiger, teils hochgradig gefährdeter Vogelarten; Lebensraum der Kleinen Flussmuschel (Unio crassus) sowie zahlreicher gefährdeter Amphibien-, Kleinfischarten und Wasserinsekten; Lebensräume und Arten der FFH- und Vogelschutzrichtlinie. | ⊙        | 76,5          | 19. Mai 2006                   |
| Schopfeln-Rehletal                                        |      | 3.281 WDPA: 555546331 | Immendingen, Engen Mosaik lichter und artenreicher Nadel- insbesondere Kiefernwälder, Binnensäume und Reliktstandorte sowie Magerrasen und -wiesen. Überregional bedeutsames Frauenschuhvorkommen. Lebensraum zahlreicher gefährdeter, zum Teil vom Aussterben bedrohter Tier- und Pflanzenarten. | ⊙        | 173,0         | 10. Nov. 2011                  |
| Bodenseeufer (Gmk. Gaienhofen, Horn, Gundholzen)          | BW   | 3.582 WDPA: 555514012 | Gaienhofen Vornehmlich landwirtschaftlich genutzte Teilgebiete als Reste des noch unbebauten Ufers des Bodensees; Uferstreifen von durchschnittlich 400 m Breite; am Wasser Schilfröhricht, Großseggenriede, artenreiche Pfeifengraswiesen mit Übergängen zu Kopfbinsenrieden. | ⊙        | 150,7         | 24. März 1961                  |
| Bodenseeufer (Gmk. Wangen, Hemmenhofen)                   | BW   | 3.583 WDPA: 555514013 | Gaienhofen, Öhningen Vornehmlich landwirtschaftlich genutztes Gebiet als Rest des noch unbebauten Ufers des Bodensees; Uferstreifen von durchschnittlich 400 m Breite; am Wasser Schilfröhricht, Großseggenriede, artenreiche Pfeifengraswiesen mit Übergängen zu Kopfbinsenrieden. | ⊙        | 42,9          | 16. Mai 1961                   |
| Bodenseeufer (Gmk. Litzelstetten, Dingelsdorf, Dettingen) |      | 3.584 WDPA: 555514014 | Konstanz Vornehmlich landwirtschaftlich genutzte Teilgebiete als Reste des noch unbebauten Ufers des Bodensees; Uferstreifen von durchschnittlich 400 m Breite; am Wasser Schilfröhricht, Großseggenriede, artenreiche Pfeifengraswiesen mit Übergängen zu Kopfbinsenrieden. | ⊙        | 246,7         | 2. Aug. 1961                   |
| Bodenseeufer (Gmk. Iznang, Moos, Böhringen)               |      | 3.585 WDPA: 555514015 | Moos (am Bodensee) Vornehmlich landwirtschaftlich genutztes Gebiet als Rest des noch unbebauten Ufers des Bodensees; Uferstreifen von durchschnittlich 400 m Breite; am Wasser Schilfröhricht, Großseggenriede, artenreiche Pfeifengraswiesen mit Übergängen zu Kopfbinsenrieden. | ⊙        | 76,7          | 11. Aug. 1961                  |
| Bodenseeufer (Gmk. Allensbach, Hegne, Reichenau)          | BW   | 3.586 WDPA: 555514016 | Allensbach, Reichenau (Landkreis Konstanz) Vornehmlich landwirtschaftlich genutztes Gebiet als Rest des noch unbebauten Ufers des Bodensees; Uferstreifen von durchschnittlich 400 m Breite; am Wasser Schilfröhricht, Großseggenriede, artenreiche Pfeifengraswiesen mit Übergängen zu Kopfbinsenrieden. | ⊙        | 24,4          | 11. Aug. 1961                  |
| Mühlebol-Wolfental                                        |      | 3.591 WDPA: 555632783 | Emmingen-Liptingen, Immendingen, Engen Ungewöhnliche Komplexe unterschiedlichster Lebensräume in landschaftlich prominenter Lage nahe dem höchsten Punkt der Hegaualb. | ⊙        | 90,3          | 19. Okt. 2019                  |
| Murbacher Ried                                            | BW   | 3.594                 | Gottmadingen Verlandungs- und Hangquellmoor | ⊙        | 11,4          | 24. Nov. 2022                  |
| Bettenberg-Giratsmoos                                     | BW   | 3.595                 | Konstanz Vielfältiger Ausschnitt der Drumlin-Landschaft des Bodanrücks | ⊙        | 132           | 17. Juli 2023                  |
| Markelfinger Winkel und westlicher Gnadensee              |      | 3.597                 | Radolfzell, Reichenau, Allensbach Bodenseeufer mit westlichem Teil des Gnadensees. | ⊙        | 257,4         | 9. Aug. 2023                   |
| Legende für Naturschutzgebiet                             |      |                       | |          |               |                                |